# 大台南公車32路
大台南公車32路為大台南公車在市區公車路網重整後首條上路的生活公車路線，由巨業交通營運。起點由原住民文化會館發車，中途途經新興重劃區、住宅區及剛喬遷的碳佐麻里新興園區，終點站到高鐵台南站，於2024年12月1日正式通車。

## 歷史
- 2024年11月28日：32路（原住民文化會館－高鐵台南站）於安億停車場舉行啟航典禮，由巨業交通營運。
- 2024年12月1日：正式上路營運。
- 2025年1月27日：新增「文南綠洲公園」招呼站。
- 2025年2月28日：新增「馬鎮宮」招呼站。
- 2025年4月28日：新增「省躬公園」招呼站，原「健康路三段」站更名為「安平水資源環教中心」。

## 路線基本資料
- 全程行車里程數：約26.1公里
- 全程行車時間：55～60分
- 行經行政區域：臺南市安平區、南區、仁德區、歸仁區
- 主要行駛道路：平豐路、健康路、中華西路、新興路、金華路、明興路、同興路、中正西路、二仁路、台86線

### 收費
- 依二段票計費，本路線分段點：同興
  - 一段票：全票18元，半票9元
  - 二段票：全票36元，半票18元

### 路線
- 參見右側路線圖。

## 外部連結
- 大台南公車32路線圖&時刻表 （页面存档备份，存于）
- 巨業交通 （页面存档备份，存于）
- 大台南公車 （页面存档备份，存于）